# 海洋性冰川
海洋性冰川（温性季风性冰川），是对中国冰川的分类，相对应的则为“大陆性冰川”。是最早由中国冰川学家、院士施雅风出的对冰川的分类方法。
- “海洋性冰川”指受海洋性季风气候影响大，因此带来大量雨水，冰川累积和消融速度快。因为属于海洋性的冰川，其冰川运动（英语：Glacial motion）频繁，由此多引发自然灾害。根据研究，念青唐古拉山脉东南段、喜马拉雅山脉东段、位于四川横断山脉的贡嘎山周边地区的冰川属于“海洋性冰川”。即贡嘎山、云南玉龙雪山周围地区，还有西藏林芝、波密地区亦即然乌湖、易贡湖和雅鲁藏布江大拐弯附近。
- “大陆性冰川”指受海洋性气候影响小，由此带来的降雨量少，冰雪累积和消融的速度慢，冰川运动相对较弱。属于此类的冰川主要集中于西藏中部和北部、喜马拉雅山脉北坡、青海和甘肃等内陆地区雪山和冰川。

## 资料来源
- 主要根据中国国家地理杂志2005年第九期（总第539期）《西藏专辑》相关资料整理。